# Cochylimorpha alternana
Cochylimorpha alternana là một loài bướm đêm thuộc họ Tortricidae. Nó được tìm thấy ở Europe.
Sải cánh dài 20–24 mm.
Ấu trùng ăn the flower buds và developing florets of Centaurea scabiosa.